# Oberrothhof
Der Oberrothhof besteht aus zwei Gehöften  und zählt zu Schleid im Wartburgkreis in Thüringen.

## Lage
Der Ortsteil Oberrothhof befindet sich an der hessisch-thüringischen Grenze im Biosphärenreservat Rhön in einem nach Westen offenen und nach Osten mit Wald begrenzten Gelände.  Der Roßberg mit  693,6 m ü. NN ist der höchste Berg bei Schleid.
Die geographische Höhe des Ortes beträgt 385,2 m ü. NN.

## Geschichte
Am 4. Oktober 1309 wurde der Hof erstmals urkundlich erwähnt.
In der Feldflur neben dem nördlichen Gehöft erkennt man noch die Anlage von Feldsteifen aus der spätmittelalterlichen Phase der Besiedlung. Der Hof befindet sich dicht unter der Waldkante und am Rande des mäßig steil ansteigenden Hanges. Der Ortsname verweist auf eine Gruppe von Gehöften, die vermutlich gleichzeitig im Nahbereich (3 km Luftlinie) der fuldischen Amtsburg Rockenstuhl entstanden und dieser Burg als Wirtschaftshöfe dienten.

## Trivia
Einen kuriosen Fund machte die Freiwillige Feuerwehr Motzlar Anfang Mai 2009 bei einem Einsatz am Löschwasserteich Oberrothof. Ein ausgewachsener Biber hatte sich am Teichrand eingefunden – laut Auskunft der Naturschutzbehörde das erste Belegexemplar im Wartburgkreis. Ob das scheue Tier aus Hessen oder von der bei Meiningen ansässigen Population abstammt, sollten genetische Tests belegen. Die Untersuchungen ergaben einen Nachweis als europäischen Biber, der wohl aus der südhessischen Region eingewandert war. Der Biber wurde einige Tage später wieder am Ulsterufer in Freiheit gesetzt.